# العلاقات الألبانية القرغيزستانية
العلاقات الألبانية القيرغيزستانية هي العلاقات الثنائية التي تجمع بين ألبانيا وقيرغيزستان.

## مقارنة بين البلدين
هذه مقارنة عامة ومرجعية للدولتين:
| وجه المقارنة                                              | ألبانيا                                                    | قيرغيزستان                      |
| --------------------------------------------------------- | ---------------------------------------------------------- | ------------------------------- |
| المساحة (كم2)                                             | 28.75 ألف                                                  | 199.95 ألف                      |
| عدد السكان (نسمة)                                         | 3.02 مليون                                                 | 6.20 مليون                      |
| الكثافة السكانية (ن./كم²)                                 | 105.04                                                     | 31.01                           |
| العاصمة                                                   | تيرانا                                                     | بيشكك                           |
| اللغة الرسمية                                             | اللغة الألبانية                                            | اللغة الروسية، اللغة القيرغيزية |
| العملة                                                    | ليك ألباني                                                 | سوم قيرغيزستاني                 |
| الناتج المحلي الإجمالي (بليون دولار)                      | 13.04 مليار                                                | 7.56 مليار                      |
| الناتج المحلي الإجمالي (تعادل القوة الشرائية) بليون دولار | 33.17 مليار                                                | 20.45 مليار                     |
| الناتج المحلي الإجمالي الاسمي للفرد دولار أمريكي          | 3.94 ألف                                                   | 1.10 ألف                        |
| الناتج المحلي الإجمالي للفرد دولار أمريكي                 | 11.11 ألف                                                  |                                 |
| مؤشر التنمية البشرية                                      | 0.764                                                      | 0.655                           |
| رمز المكالمات الدولي                                      | +355                                                       | +996                            |
| رمز الإنترنت                                              | .al                                                        | .kg                             |
| المنطقة الزمنية                                           | توقيت وسط أوروبا، ت ع م+01:00، ت ع م+02:00، أوروبا/تيرانا ‏ | ت ع م+06:00                     |

## منظمات دولية مشتركة
يشترك البلدان في عضوية مجموعة من المنظمات الدولية، منها:
| علم المنظمة | اسم المنظمة                        | تاريخ انضمام ألبانيا | تاريخ انضمام قيرغيزستان |
| ----------- | ---------------------------------- | -------------------- | ----------------------- |
|             | الاتحاد البريدي العالمي            | ?                    | ?                       |
|             | مؤسسة التنمية الدولية              | 15 أكتوبر 1991       | 24 سبتمبر 1992          |
|             | منظمة حظر الأسلحة الكيميائية       | ?                    | ?                       |
|             | منظمة التجارة العالمية             | ?                    | ?                       |
|             | الأمم المتحدة                      | 14 ديسمبر 1955       | 2 مارس 1992             |
|             | وكالة ضمان الاستثمار متعدد الأطراف | 15 أكتوبر 1991       | 21 سبتمبر 1993          |
|             | منظمة الشرطة الجنائية الدولية      | ?                    | ?                       |
|             | مؤسسة التمويل الدولية              | 15 أكتوبر 1991       | 11 فبراير 1993          |
|             | الاتحاد الدولي للاتصالات           | 2 يونيو 1922         | 20 يناير 1994           |
|             | البنك الدولي للإنشاء والتعمير      | 15 أكتوبر 1991       | 18 سبتمبر 1992          |
|             | منظمة التعاون الإسلامي             | ?                    | ?                       |
|             | منظمة الأمن والتعاون في أوروبا     | 19 يونيو 1991        | 30 يناير 1992           |
|             | يونسكو                             | 16 أكتوبر 1958       | 2 يونيو 1992            |

## وصلات خارجية
- موقع وزارة الخارجية الألبانية